# 870
Раннє Середньовіччя •  Епоха вікінгів •  Золота доба ісламу •  Реконкіста

## Геополітична ситуація
У Східній Римській імперії триває правління Василя I Македонянина. Володіння Каролінгів розділені на Західно-Франкське королівство, Східно-франкське королівство, Італію. Північ Італії належить Італійському королівству, Рим і Равенна під управлінням Папи Римського, герцогства на південь від Римської області незалежні, деякі області на півночі та на півдні належать Візантії. Піренейський півострів, окрім Королівства Астурія та Іспанської марки, займає Кордовський емірат. Вессекс підпорядкував собі більшу частину Англії, почалося вторгнення данів. Існують слов'янські держави: Перше Болгарське царство, Велика Моравія, Блатенське князівство.
Аббасидський халіфат очолив аль-Мутамід. У Китаї править династія Тан. Значними державами Індії є Пала, Пратіхара, Чола. В Японії триває період Хей'ан. Хозарський каганат підпорядкував собі кочові народи на великій степовій території між Азовським морем та Аралом. Територію на північ від Китаю захопили єнісейські киргизи.
На території лісостепової України в IX столітті літописці згадують слов'янські племена білих хорватів, бужан, волинян, деревлян, дулібів, полян, сіверян, тиверців, уличів. У Північному Причорномор'ї співіснують різні кочові племена, зокрема булгари, хозари, алани, тюрки, угри, кримські готи. Херсонес Таврійський належить Візантії. У Києві правлять Аскольд і Дір.

## Події
- 28 лютого Четвертий Константинопольський собор, що засідав у Константинополі з 869 року, скасував відлучення від церкви померлого на той момент папи Миколи І, проголошене патріархом Фотієм у 867 році, і відлучив самого Фотія, відправивши його у вигнання. Це рішення собору було прийняте під тиском імператора Василя І, котрий хотів позбутися авторитетного богослова і церковного діяча Фотія, який захищав церкву від імперського свавілля. Рішення собору формально відновлювало згоду між Константинополем і Римом.
- Засновано автономну Болгарську православну церкву.
- Після вбивства аль-Мухтаді Аббасидський халіфат очолив аль-Мутамід. Період анархії в Самаррі закінчився.
- Велика армія вікінгів захопила Йорк і підкорила собі Східну Англію.
- Війська королівства Вессекс завдали поразки данам під Енглфілдом.
- Укладено Мерсенську угоду, яка розділила Лотарингію між Карлом Лисим та Людовиком II Німецьким.
- Боривой I став князем Богемії в складі Великої Моравії. Засновано Празький Град.
- Князь Нітри Святополк полонив свого дядька князя Великої Моравії Ростислава й передав його східним франкам, сподіваючись посісти його місце. Однак, коли франки прислали власних правителів, він не визнав окупації й потрапив у в'язницю разом із архієпископом Мефодієм.